# Hyllus pachypoessae
Hyllus pachypoessae là một loài nhện trong họ Salticidae.
Loài này thuộc chi Hyllus. Hyllus pachypoessae được Embrik Strand miêu tả năm 1907.